# Lincoln (Idaho)
Lincoln – miejscowość spisowa w Stanach Zjednoczonych, w stanie Idaho, w hrabstwie Bonneville.